# Melissa Ponzio
Melissa Ponzio (New York, 3 augustus 1972) is een Amerikaanse actrice.

## Biografie
Ponzio studeerde af met een bachelor in journalistiek en theaterwetenschap aan de Georgia State University in Atlanta.
Ponzio begon in 1999 met acteren in de film Atlanta Blue, waarna zij nog meerdere rollen speelde in films en televisieseries. Zij is vooral bekend van haar rol als Melissa McCall in de televisieserie Teen Wolf waar zij in 72 afleveringen speelde (2011-2017). 

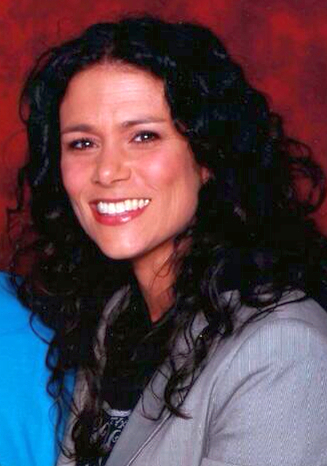
Melissa Ponzio in 2013

## Filmografie

### Films
- 2023 Teen Wolf: The Movie - als Melissa McCall
- 2021 Thunder Force - als Rachel Gonzales
- 2020 Max and Me - als Melissa
- 2019 Killer Reputation - als Ramona
- 2018 Cheerleader Nightmare - als Paula
- 2013 Mary and Martha - als Alice
- 2012 Undocumented Executive - als Anita Vasquez
- 2011 Justice for Natalee Holloway - als Debra Stanville
- 2010 Upside - als dr. Lisa Leinman
- 2010 Life as We Know It - als Victoria
- 2009 Road Trip: Beer Pong - als de Fare
- 2009 My Fake Fiance - als verkoopster
- 2005 Warm Springs - als Lucy Mercer
- 2002 The Greenskeeper - als Elena Rodriguez
- 1999 Shake, Rattle and Roll: An American Love Story - als New York manager
- 1999 Atlanta Blue - Mona

### Televisieseries
Uitgezonderd eenmalige gastrollen.
- 2021-2023 Bridgewater - als Anne Becker - 11 afl.
- 2022 The Girl from Plainville - als Carolyn - 5 afl.
- 2021 Everything's Fine - als Katherine - 2 afl.
- 2021 First Wives Club - als Robin - 4 afl.
- 2014-2021 Chicago Fire - als Donna Robbins - 32 afl.
- 2011-2017 Teen Wolf - als Melissa McCall - 71 afl.
- 2013 The Walking Dead - als Karen - 7 afl.
- 2013 Second Generation Wayans - als Lorin Sandler - 2 afl.
- 2013 Banshee - als Jocelyn Frears - 2 afl.
- 2007-2009 Army Wives - als Angie - 12 afl.
- 2002 Dawson's Creek - als studente - 2 afl.

- International Standard Name Identifier: 0000 0003 7614 3692
- Library of Congress Control Number: no2012106016
- Virtual International Authority File: 252548007
- WorldCat: E39PBJqBtvYdpVK6C83fQMR7pP